# Rybníčky u Podbořánek
Přírodní rezervace Rybníčky u Podbořánek byla vyhlášena roku 1990 a nachází se u obce Podbořánky. Důvodem ochrany jsou zbytky mokřadních společenstev.

## Popis oblasti
V přírodní rezervaci jsou dva rybníky (Horní rybník a Dolní rybník). Hladina Horního rybníka je pokryta lekníny (Nymphaea alba), rdestem vzplývavým (Potamogeton natans), dále tam rostou šejdračka bahenní (Zannichellia palustris) a „masožravá“ bublinatka jižní (Utricularia australis). Mezi vzácnější flóru patří také ohrožený ďáblík bahenní (Calla palustris) a nepočetná populace ohrožené vachty trojlisté (Menyanthes trifoliata). Z dříve udávaného výskytu prstnatce májového (Dactylorhiza majalis) zůstalo již jen několik desítek, ne-li několik exemplářů.